# Hintschingen
Hintschingen ist ein Dorf an der oberen Donau und ist ein Ortsteil der Gemeinde Immendingen im Landkreis Tuttlingen (Baden-Württemberg). 
Die Bevölkerung ist vorwiegend römisch-katholisch.

## Geschichte
In der Nähe wurde 1915 ein alemannisches Reihengräberfeld entdeckt, die Fundstücke befinden sich in der Sammlung des Badischen Landesmuseums in Karlsruhe. 
Am 1. Januar 1973 wurde der Landkreis Donaueschingen aufgelöst, wodurch Hintschingen zum vergrößerten Landkreis Tuttlingen kam.
Am 1. Dezember 1974 wurde Hintschingen in die Gemeinde Immendingen eingegliedert.
Hintschingen war ehemals landwirtschaftlich geprägt, heute gibt es nur noch einen Nebenerwerbslandwirt. In Hintschingen sind nur Kleinbetriebe ansässig, die erwerbstätigen Personen sind somit mehrheitlich Pendler.

## Politik

### Ortsvorsteher
Ortsvorsteher Karl-Heinz Elsäßer (2024).

### Wappen
| | Blasonierung: „In Gold mit weiß-blauen Wolkenbord eine blaue Pflugschar“ |
| Wappenbegründung: Der Wolkenbord weist auf das Wappen der Grafen und Fürsten von Fürstenberg hin. Die Pflugschar als bäuerliches Symbol findet sich bereits in älteren Hintschinger Siegeln. Das Wappen wurde 1910 in dieser Form angenommen. |                                                                          |

## Kultur und Sehenswürdigkeiten

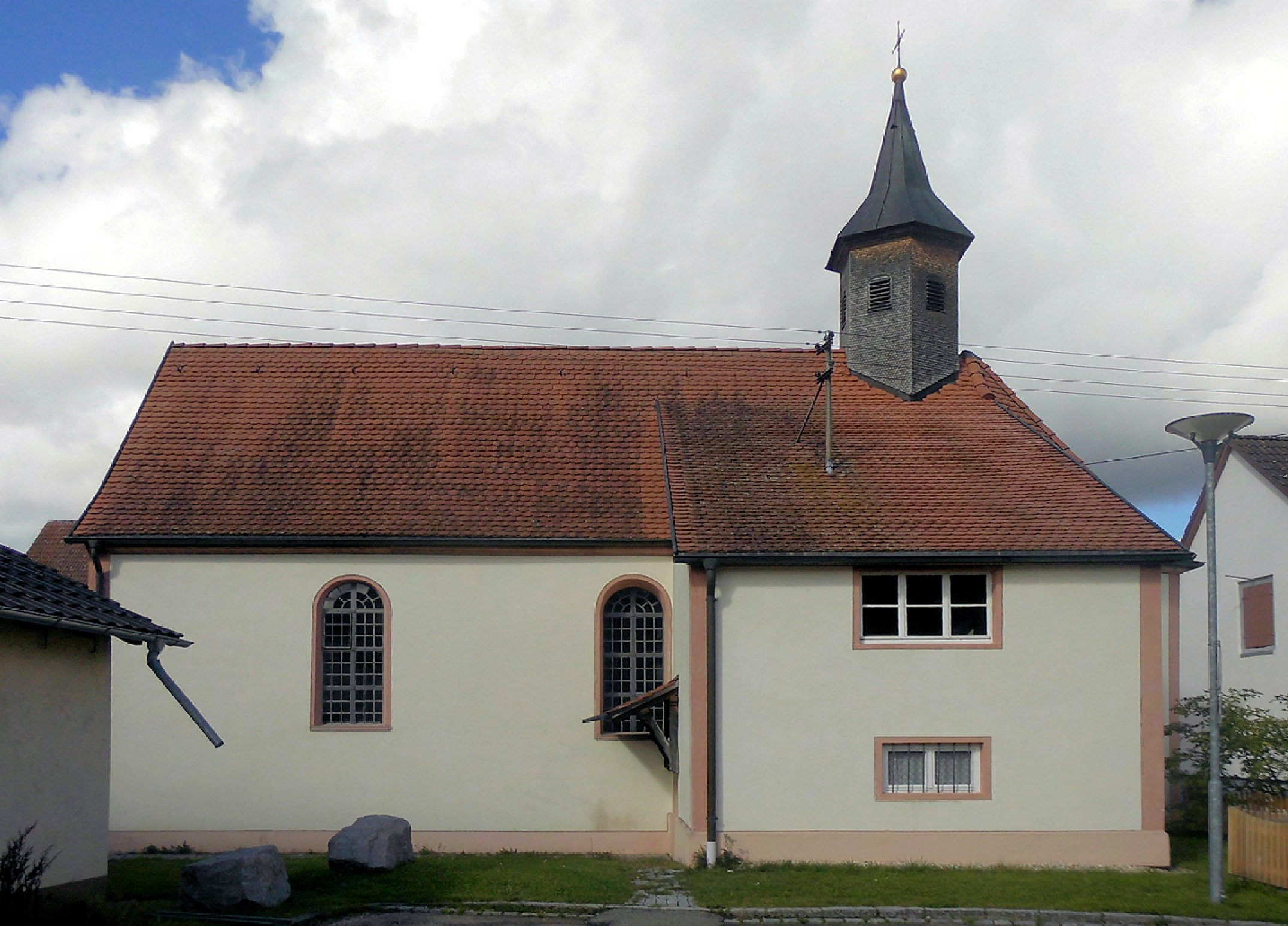
Kapelle St. Wendelin in Hintschingen

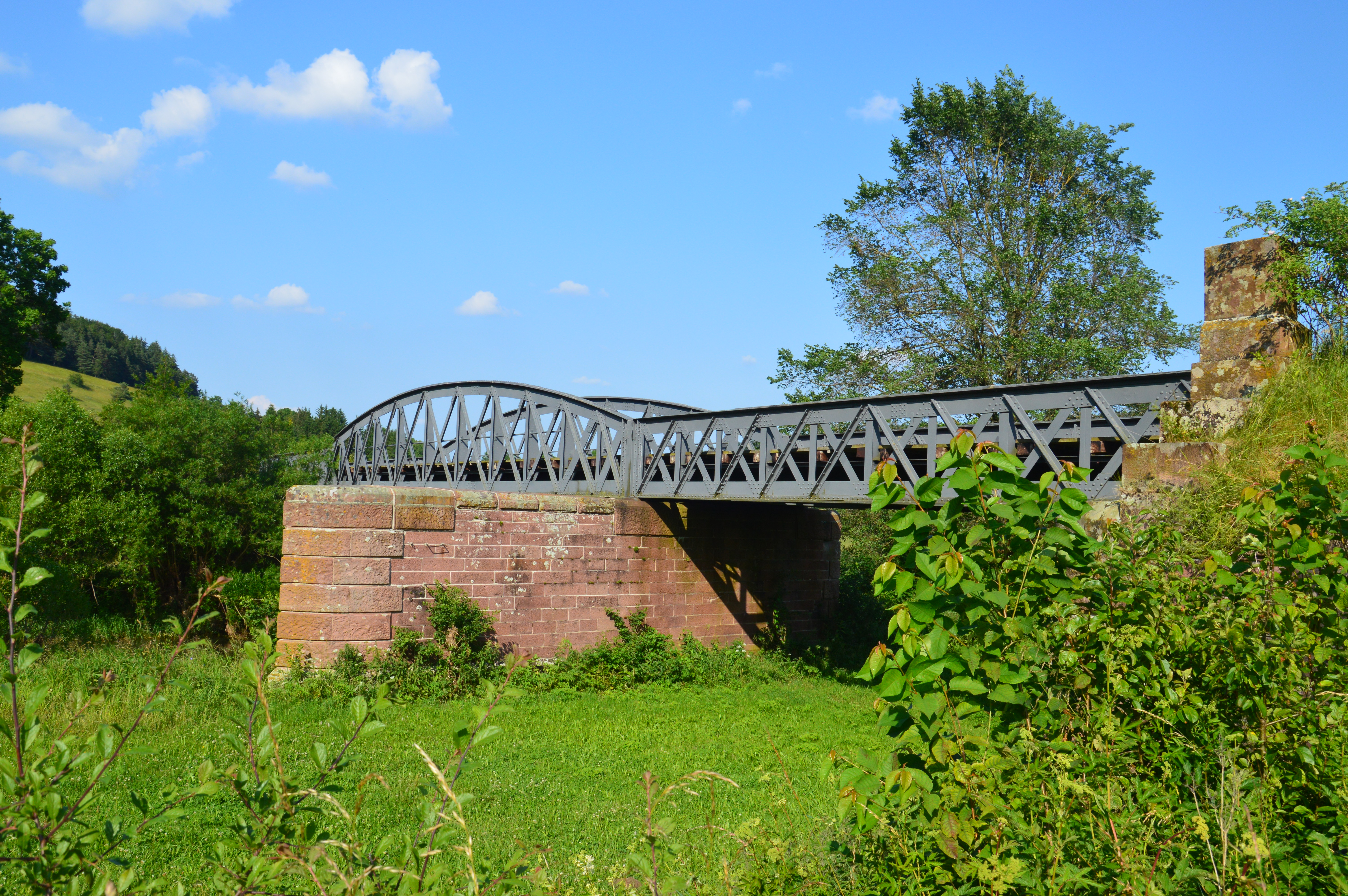
Eisenbahnbrücke Hintschingen

### Bauwerke
- Filialkirche St. Wendelin
- Donau-Eisenbahnbrücke (ursprünglich zweigleisig)

### Naturdenkmale
- Naturpark Obere Donau[4][5]
- FFH-Gebiet Nördliche Baaralb und Donau bei Immendingen und Hegaualb[4]
- Vogelschutzgebiet Baar[4]
- Naturschutzgebiet Albtrauf Baar[4]

## Verkehr und Tourismus
Der Ort liegt an der Verzweigung von Schwarzwaldbahn und Wutachtalbahn. Letztere ist bis Blumberg-Zollhaus in das Ringzug-Konzept integriert. Der Donauradweg R9 führt durch den rund 240 Einwohner zählenden Ort, direkt am historischen Rathaus sowie der Sankt-Wendelin-Kapelle vorbei. Die Auffahrt Geisingen zur Autobahn von Stuttgart nach Singen (Hohentwiel) ist rund drei Kilometer entfernt.

## Persönlichkeiten

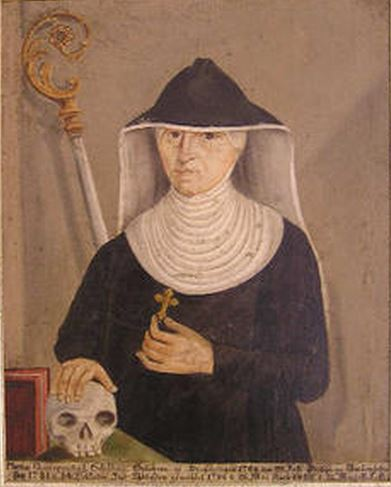
Kunigunde Schilling von Hintschingen, die letzte Äbtissin von Amtenhausen, regierte von 1796 bis 1808.

### Söhne und Töchter des Ortes
- Kunigunde Schilling von Hintschingen (* 1764 in Hintschingen; † 1808 in Amtenhausen bei Zimmern (Immendingen)), letzte Äbtissin des Klosters Amtenhausen[7]